# 尖閣ロック
『尖閣ロック』（せんかくロック）は、日本のドキュメンタリー映画。ロックミュージシャン・TOKMAと福沢峰洋2人の日本人活動家尖閣諸島上陸事件前日と当日の36時間を追ったロードムービー。2013年6月22日から全国順次公開。
キャッチコピーは「自分の国は自分で守る」。

## 出演
- TOKMA（トクマ）
- 福沢峰洋

## スタッフ
- 企画・制作・監督：園田映人
- 音楽：TOKMA
- 製作・配給：SOUL DRAMA PRODUCTION

## サウンドトラック
TOKMA『Get Your Freedom!!』

レーベル： 555 RECORDS

発売日： 2012年10月24日

## 出品歴
- ゆうばり国際ファンタスティック映画祭

## エピソード
- パンフレットの巻頭に元航空幕僚長の田母神俊雄による映画の感想として「日本人としての魂を揺さぶられた気がする」といったコメントが寄せられている。